# 세계가 품은 한국의 미
세계가 품은 한국의 미는 2015년 11월 19일부터 2015년 12월 4일까지 방송되었던 시사교양 프로그램이다.

## 방송 회차
2015년
| 회차 | 방송일    | 제목 (원제) |
| ---- | --------- | --- |
| 1    | 11월 19일 | 한국적이고 독창적인 형태의 금속공예 최고 명작 ‘고려 은제도금주전자’ - 미국 보스턴미술관 소장                                            |
| 2    | 11월 20일 | 온전하진 않지만 섬세한 아름다움을 그대로 간직한 ‘금동보살좌상’ - 파리 국립기메동양박물관 소장                                           |
| 3    | 11월 24일 | 조선시대 당시의 신분과 성별에 따른 생활방식까지 사실적으로 화폭에 담아낸 기산 김준근의 풍속화 - 캐나다 로얄온타리오박물관 소장          |
| 4    | 11월 25일 | 티끌 같은 자개 조각 15만 개가 천 년 전 고려인의 손끝에서 세계적 예술품으로 탄생하다! ‘세밀가귀’ 고려 나전국당초문경함 ? 영국박물관 소장 |
| 5    | 11월 26일 | 조선 목조동자상 조선의 얼굴을 만나다 |
| 6    | 11월 27일 | 김일성의 선물 |
| 7    | 12월 1일  | 백자철화범선문항아리 정조문과 고려미술관                                                                                                |
| 8    | 12월 2일  | 아름다운 얼굴 금동반가사유상 |
| 9    | 12월 3일  | 조선의 성냥 인광노 |
| 10   | 12월 4일  | 미국, 한국 미술을 만나다 |